# Lophoruza chalcocosma
Lophoruza chalcocosma är en fjärilsart som beskrevs av Turner 1945. Lophoruza chalcocosma ingår i släktet Lophoruza och familjen nattflyn. Inga underarter finns listade i Catalogue of Life.